# Schoelieberg
Schoelieberg is een buurtschap in de gemeente Woensdrecht in de Nederlandse provincie Noord-Brabant. Het ligt in het noordoosten van de gemeente, dicht bij de grens met België.
Schoelieberg ligt in een landelijke omgeving, net ten noordoosten van de bebouwde kom van Huijbergen. Er is kleinschalige agrarische bedrijvigheid aanwezig (met name seizoensgebonden aardbeien- en aspergeteelt). Het heuvelachtige bosgebied rondom de Tiesteberg (ook wel Bremberg) scheidt het gehucht van de rest van Huijbergen en is geliefd bij wandelaars en wielrenners.
Dorpen en gehuchten: Calfven · Hoogerheide · Huijbergen · Ossendrecht · Putte · Woensdrecht

Buurtschappen: Aanwas · Eiland · Hageland · Hondseind · Korteven · Leemberg · 't Marktje · Oude Stee · Overberg · Plaatsluis · Schoelieberg · Zandfort

Noord-Brabant: Steden en dorpen      Nederland: Provincies · Gemeenten